# Фридрих фон Броих
Фридрих Курт Ханс Фрайхер фон Броих (на немски: Friedrich Kurt Hans Freiherr von Broich) е немски офицер, служи по време на Първата и Втората световна война.

## Биография

#### Ранен живот и Първа световна война (1914 – 1918)
Фридрих фон Броих е роден на 1 януари 1896 г. в Страсбург, Германска империя. Присъединява се към немската армията през 1914 г. и става офицерски кадет от кавалерията. Участва в Първата световна война като част от кавалерията и приключва войната със звание оберлейтенант.

##### Междувоенен период
След войната се присъединява към Райхсвера, където отново служи в кавалерията.

#### Втора световна война (1919 – 1945)
Генерал-лейтенант Броих командва следните формаци през Втората светова война – 6-и, 21-ви и 22-ри кавалерийски полк. На 30 септември 1941 г. поема командването на 1-ва кавалерийска бригада, а на 1 декември същата година 24-та стрелкова бригада. На 1 февруари 1943 г. той поема командването на 10-а танкова дивизия. Пленен е от съюзниците в Тунис на 12 май 1943 г. в края на Северноафриканската кампания. Освободен през 1947 г. и умира на 24 септември същата година в Леони, край Щарнберг.

## Военна декорация
- Германски орден „Железен кръст“ (1914) – II (24 декември 1914) и I степен (13 октомври 1918)
- Орден „Кръст на честта“ (20 декември 1934)
- Сребърни пластинки към ордена Железен кръст (1939) – II (17 септември 1939) и I степен (14 юни 1940)
- Орден „Германски кръст“ (2 ноември 1941) – златен[3]
- Рицарски кръст (29 август 1942)[4]